# الشرف (الشعر)

تعديل مصدري - تعديل

الشرف محلة تابعة لقرية عرم، التابعة لعزلة العبس بمديرية الشعر إحدى مديريات محافظة إب في الجمهورية اليمنية، بلغ تعداد سكانها 48 حسب تعداد اليمن لعام 2004.